# Passais
Passais (también denominada  Passais-la-Conception) era una comuna francesa situada en el departamento de Orne, de la región de Normandía, que el 1 de enero de 2016 pasó a ser una comuna delegada de la comuna nueva de Passais-Villages al fusionarse con las comunas de L'Épinay-le-Comte y Saint-Siméon.

## Demografía
| Gráfica de evolución demográfica de Passais entre 1800 y 2014 |
|                                                               |

Los datos demográficos contemplados en este gráfico de la comuna de Passais se han cogido de 1800 a 1999 de la página francesa EHESS/Cassini, y los demás datos de la página del INSEE.